# Sundvolden Grand Prix
De Sundvolden Grand Prix is een Noorse eendaagse wielerwedstrijd die sinds 2011 jaarlijks in mei wordt verreden daags voor de Ringerike GP, beide wedstrijden worden georganiseerd door de Ringerike Sykkelklubb. 
In 2011 en 2012 was het een wedstrijd op de nationale kalender onder de naam Grand Prix Norefjell met in 2011 start in Hønefoss en finish op de Norefjellstua in het bergmassief Norefjell, in 2012 kon vanwege de weersomstandigheden het beoogde parcours van 2011 niet worden verreden en was de start en finish in Hønefoss met een ronde om het Tyrifjord. Van 2013-2015 werd de koers als de Hadeland Grand Prix verreden in het district Hadeland met achtereenvolgens  Hønefoss als start- en finishplaats, een race met start in Brandbu en finish op de provinciale weg Lynnebakka in Gran en Jaren als start- en finishplaats. Vanaf 2016 is Sundvolden Grand Prix de naam van de wedstrijd, waarbij gestart wordt bij Sundvolden Hotel in Sundvollen en rondom het Tyrifjord wordt gereden om te finishen op de berg Krokkleiva bij Hole.
Vanaf 2013 maakt de wedstrijd onderdeel uit van de UCI Europe Tour met een 1.2-classificatie. Recordwinnaar is de Deen Rasmus Guldhammer met twee zeges.

## Lijst van winnaars

### Meervoudige winnaars
| Overwinningen | Renner            | Jaren      |
| ------------- | ----------------- | ---------- |
| 2             | Rasmus Guldhammer | 2014, 2017 |

### Overwinningen per land
| Overwinningen | Land       |
| ------------- | ---------- |
| 8             | Noorwegen  |
| 4             | Denemarken |

2005 · 
2006 · 
2007 · 
2008 · 
2009 · 
2010 · 
2011 · 
2012 · 
2013 · 
2014 · 
2015 · 
2016 · 
2017 ·
2018 ·
2019 ·
2020 ·
2021 ·
2022 ·
2023 ·
2024 ·
2025
Belangrijkste etappewedstrijden

Internationaal Wegcriterium · Driedaagse Brugge-De Panne · Ronde van de Alpen · Vierdaagse van Duinkerke · Ronde van Beieren · Ronde van Noorwegen · Ronde van België · Ronde van Luxemburg · Ronde van Oostenrijk · Ronde van Wallonië · Ronde van Burgos · Ronde van Denemarken · Arctic Race of Norway · Ronde van Groot-Brittannië
Belangrijkste eendaagse wedstrijden

Trofeo Laigueglia · GP Lugano · GP Nobili Rubinetterie · Dwars door Vlaanderen · Scheldeprijs · Brabantse Pijl · GP Kanton Aargau · Brussels Cycling Classic · GP Fourmies · Primus Classic Impanis-Van Petegem · Ronde van de Drie Valleien · Milaan-Turijn · Ronde van Piemonte · Ronde van het Münsterland · Ronde van Emilia · Parijs-Tours · GP Bruno Beghelli